# Stanthorpe
Stanthorpe (4 271 habitants) est une ville du sud-est du Queensland en Australie sur la New England Highway à la frontière de la Nouvelle-Galles du Sud. Elle est située à 218 km au sud ouest de Brisbane. Elle est au centre d'une région appelée la Granite Belt (en) (la ceinture de granite).

## Climat

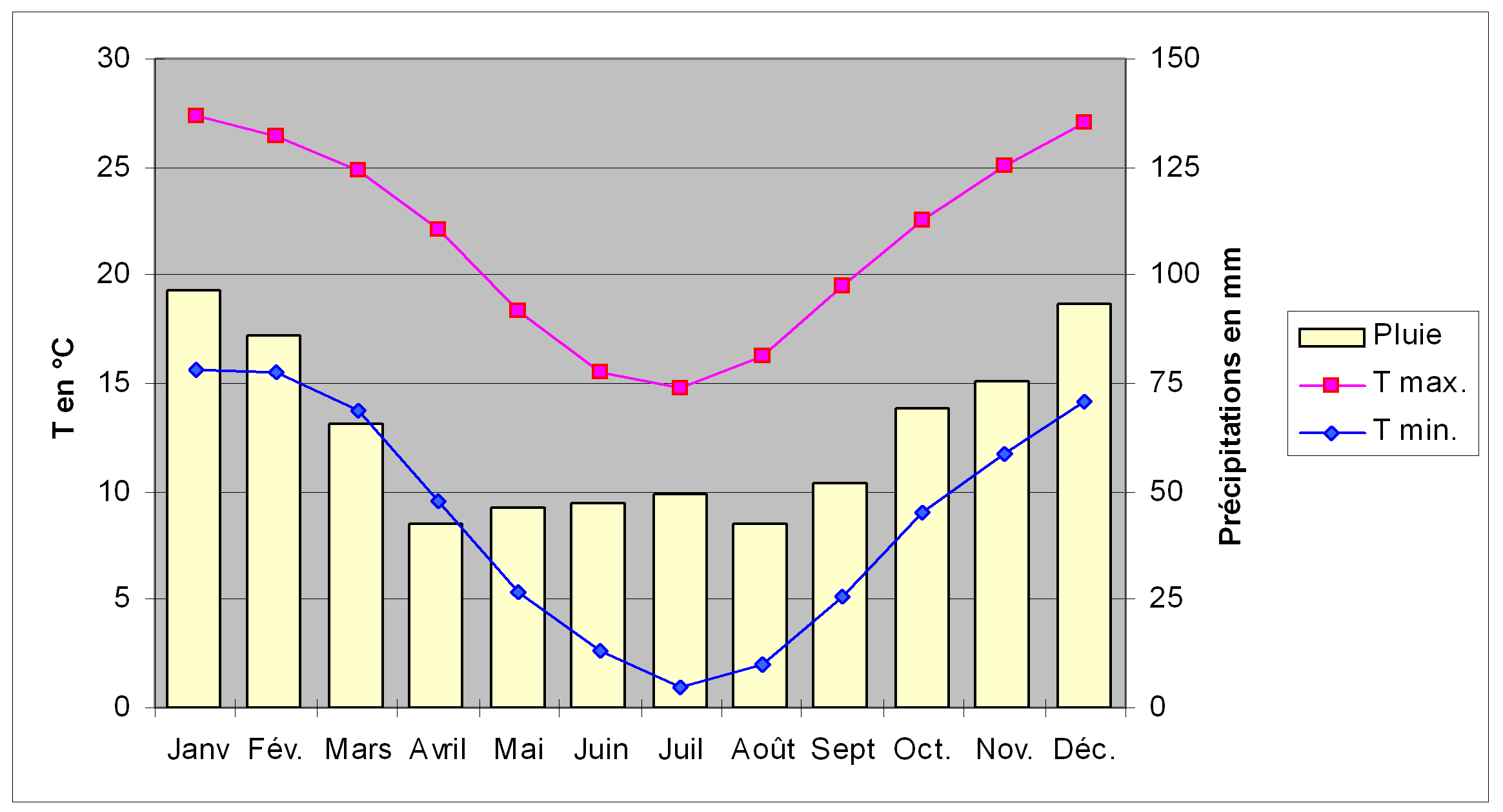
Thermométrie et pluviométrie à Stanthorpe, Source : Bureau of Meteorology